# Коронник смугастоголовий
Коронник смугастоголовий (Basileuterus tristriatus) — вид горобцеподібних птахів родини піснярових (Parulidae). Поширений від Венесуели до Болівії. Виділяють низку підвидів.

## Опис
Середня довжина птаха становить 13 см. Довжина крила самця становить 5,9-6,3 см, довжина крила самиці 5,8-6,2 см. На тімені жовтувато-оранжева смуга, над очима білі, або в залежності від підвиду, жовті "брови", на голові чорні смуги. У багатьох підвидів під очима є жовта смужка. Верхня частина тіла оливково-зелена, оливково-коричнева або оливково-сіра в залежності від підвиду. Нижня частина тіла жовта.

## Підвиди
Виділяють вісім підвидів:
- B. t. daedalus Bangs, 1908 — західна Колумбія і західний Еквадор;
- B. t. sanlucasensis Salaman, 2015 — північна Колумбія;
- B. t. auricularis Sharpe, 1885 — центральна Колумбія і західна Венесуела;
- B. t. meridanus Sharpe, 1885 — північно-західна Венесуела;
- B. t. bessereri Hellmayr, 1922 — північна Венесуела;
- B. t. pariae Phelps & Phelps Jr, 1949 — північно-східна Венесуела;
- B. t. baezae Chapman, 1924 — східний Еквадор;
- B. t. tristriatus (Tschudi, 1844) — південний Еквадор, північне і центральне Перу.

Коста-риканські і такаркунські коронники вважалися підвидами смугастоголового коронника, однак були визнані окремими видами. Також окремим видом був визнаний коронник юнгаський.

## Поширення і екологія
Смугастоголові коронники живуть в гірських тропічних дощових і хмарних лісах Колумбії, Венесуели, Еквадору і Перу на висоті від 300 до 1700 м над рівнем моря; найчастіше трапляються на висоті від 1000 до 200 м над рівнем моря.